# ザ・サブウェイズ
ザ・サブウェイズ (The Subways) は西イングランドのハートフォードシャー州にあるウェリン・ガーデン・シティ出身のロックバンド。オアシスに影響を受けたビリーが、自身の恋人であるシャーロットと弟のジョシュを誘って2003年に結成した。当初は、マスタード・シーズというバンド名でニルヴァーナやグリーン・デイなどの曲を演奏していた。
その後、バンド名をプラティパスに変え、地元のライブハウスを中心に小規模なツアー活動を開始する。
ビリーとシャーロットは13歳の頃から付き合っていたが、現在は別れている。
2020年10月にオリジナルメンバーのジョシュ・モーガン(ドラム)が脱退、現在はカミリー・フィリップスがドラマーとして加入している。

## メンバー
- ビリー・ラン (Billy Lunn)　ギター、ボーカル
- シャーロット・クーパー (Charlotte Cooper)　ベース、ボーカル
- カミリー・フィリップス（Camille Phillips） ドラム

旧メンバー
- ジョシュ・モーガン (Josh Morgan)　ドラム、2020年10月まで

## ディスコグラフィ
アルバム
- Young For Eternity (2005年7月)
- All or Nothing (2008年6月)
- Money and Celebrity (2011年9月)
- The Subways (2015年2月)
- Uncertain Joys(2023年1月)

シングル
- Oh Yeah (2005年3月)
- Rock & Roll Queen (2005年6月)
- With You (2005年9月)
- No Goodbyes (2005年12月)